# Amatitlania nigrofasciata
Amatitlania nigrofasciata là một loài cá trong họ Cichlidae, có nguồn gốc từ Trung Mỹ. Nó được phổ biến hồ cá  và cũng là chủ đề của nhiều nghiên cứu về hành vi cá.

## Phân loại
Albert Günther ban đầu mô tả loài này vào năm 1867 sau khi Frederick DuCane Godman và Osbert Salvin thu thập mẫu vật ở Trung Mỹ. Năm 2007, loài được chuyển từ chi Archocentrus về một chi, Amatitlania dựa trên nghiên cứu của Juan Schmitter-Soto. Tuy nhiên, một nghiên cứu năm 2008 do Oldrich Rica đề nghị di chuyển các loài trong Cryptoheros và Amatitlania, bao gồm Amatitlania nigrofasciata vào chi Hypsophrys.
Nó bị phát hiện biến đổi màu sắc đáng kể trên phạm vi của nó. Một số các biến thể khu vực hiện nay được coi là loài khác nhau. Rusty Wessel thu thập một trong những cá Amatitlania siquia "Honduras Red Point " từ một dòng suối tại Honduras. Các Honduras Red Point phạm vi từ Đại Tây Dương Honduras nam tới Costa Rica. loài mới khác trước đây là bao gồm trong A. nigrofasciata là:
- Amatitlania coatepeque, từ Hồ Coatepeque tại El Salvador, và
- Amatitlania kanna, từ bờ biển Đại Tây Dương của Panama

Loài điển hình, A. nigrofasciata, sử dụng cho tất cả các loài, bị giới hạn dân số miền Bắc từ El Salvador đến Guatemala trên bờ biển Thái Bình Dương và từ Honduras đến Guatemala trên bờ biển Đại Tây Dương.
Một số các từ đồng nghĩa tồn tại của các loài này.

## Mô tả
Nó có 8-9 thanh dọc màu đen trên cơ thể màu xanh-xám, cùng với một đốm đen trên nắp mang. Con chưa trưởng thành bị phát hiện Dị hình giới tính cho đến khi đạt độ tuổi trưởng thành. Con đực chủ yếu là màu xám với các sọc đen ánh sáng dọc theo cơ thể. Con đực lớn hơn con cái và bụng nhọn hơn, lưng và vây hậu môn thường mở rộng thành các sợi. Ngoài ra, con đực già thường thoái hóa bướu mỡ trên trán. Bất thường, con cái thường có nhiều màu hơn, có dải màu đen mạnh mẽ trên khắp cơ thể, và màu hồng để cách ve cam trong khu vực bụng và vây lưng. Chiều dài trung bình con đực trưởng thành trong phạm vi hoang dã 6,3-6,6 cm, trong khi chăn nuôi có kích thước nữ khoảng 4,2-5,5 cm, chiều dài tiêu chuẩn tối đa đã được báo cáo là 10 cm, với tổng chiều dài gần 12 cm (4,7 in). Trọng lượng cơ thể đã được báo cáo trong khoảng 34-36 gram (1,2-1,3 oz).